# Mittelweser (Naturschutzgebiet)
Das Naturschutzgebiet Mittelweser liegt auf der linken Weserseite zwischen den Stadtteilen Ovenstädt und Hävern der Stadt Petershagen. Das Gebiet ist rund 91 Hektar groß und wird unter der Nummer MI-024 geführt.
Zweck der Unterschutzstellung ist die Erhaltung und die Herstellung von Lebensgemeinschaften und Lebensstätten bestimmter
wildlebender Pflanzen und wildlebender Tierarten. 
In Verbindung mit dem angrenzenden Naturschutzgebiet Weseraue ist die Mittelweser als Kernnaturschutzgebiet ein herausragender Bestandteil des europäischen Vogelschutzgebietes.